# Arnor Angeli
Arnor Angeli (Brussel, 25 februari 1991) is een Belgisch voetballer. 

## Carrière

### Jeugd
Angeli werd door zijn ouders genoemd naar Arnór Guðjohnsen, de IJslandse voetballer die in de jaren '80 bij RSC Anderlecht speelde. In 1997 sloot Angeli zich aan bij de jeugd van datzelfde Anderlecht. Toen in 2006 een jeugdtrainer van Lierse SK naar Anderlecht overstapte en talentrijke jeugdspelers als Romelu Lukaku hem volgden, vertrok Angeli naar de buren van FC Brussels. Daar werd de grote aanvaller na twee seizoenen weggeplukt door Standard Luik.

### Standard Luik
In 2009 debuteerde Angeli in het eerste elftal van Standard. Het was toenmalig trainer László Bölöni die hem in september 2009 liet invallen tijdens een wedstrijd tegen KV Kortrijk. Angeli viel in na 95 minuten en scoorde een minuut later al zijn eerste doelpunt voor Standard, diep in de blessuretijd. In Europa maakte Angeli zijn debuut in de UEFA Champions League. Tijdens de groepsfase mocht hij in de partij tegen Olympiakos Piraeus invallen voor Milan Jovanović.

## Spelerscarrière
| Seizoen | Club               | Land            | Competitie            | wed. | goals |
| ------- | ------------------ | --------------- | --------------------- | ---- | ----- |
| 2009/10 | Standard Luik      | Vlag van België | Jupiler Pro League    | 8    | 1     |
| 2010/11 | Standard Luik      | Vlag van België | Jupiler Pro League    | 5    | 0     |
| 2011/12 | → Beerschot AC     | Vlag van België | Jupiler Pro League    | 12   | 1     |
| 2012/13 | RAEC Mons          | Vlag van België | Jupiler Pro League    | 25   | 2     |
| 2013/14 | RAEC Mons          | Vlag van België | Jupiler Pro League    | 17   | 3     |
| 2014/15 | Avellino           | Vlag van Italië | Serie B               | 13   | 0     |
| 2015/16 | FCV Dender EH      | Vlag van België | Derde klasse A        | 14   | 0     |
| 2016/17 | FC Lebbeke         | Vlag van België | Derde klasse amateurs |      |       |
| 2017/18 | R. Léopold FC      | Vlag van België | Derde klasse amateurs |      |       |
| 2018/19 | R. Léopold FC      | Vlag van België | Derde klasse amateurs |      |       |
| 2019/20 | R. Léopold FC      | Vlag van België | Derde klasse amateurs |      |       |
| 2020/21 | La Louvière Centre | Vlag van België | Eerste nationale      |      |       |
| Totaal  | Totaal             | Totaal          | Totaal                | 94   | 7     |

1 Werner ·
3 Dussenne ·
4 Franquart ·
7 Matthys ·
8 Mununga ·
9 Nong ·
10 Arbeitman ·
12 Chatelle ·
14 Spungin ·
15 Van Gijseghem ·
16 Köse ·
18 De Belder ·
20 Lorenzi ·
21 Nyoni ·
22 Jarju ·
23 Le Postollec ·
24 Saussez ·
27 Angeli ·
29 Timmermans ·
30 Sapina ·
39 Ntambwe ·
40 Dupire ·
45 Monteyne ·
Coach: Janevski
· Assistent-coach: Demets